# Jean Bart (scriitor)
Jean Bart este pseudonimul literar al scriitorului Eugeniu P. Botez (n. 28 noiembrie 1874, Botoșani, România – d. 12 mai 1933, București, România), împrumutat de la un faimos corsar flamand al secolului al XVII-lea. 
A fost membru corespondent (din 1922) al Academiei Române.

## Biografie
Eugeniu P. Botez s-a născut la Burdujeni, în județul antebelic Botoșani și a fost fiul lui Panait Botez, căpitan de grăniceri, și al Smarandei Botez. În perioada 1877-1878, tatăl este mobilizat în Războiul de Independență, unde este înaintat la gradul de maior. În 1878 familia se stabilește la Iași, în Fundacul 40 de Sfinți nr. 40 din Dealul Copoului. La școala primară, „Școala de băieți nr. 2” (azi, Școala Gimnazială „Ion Creangă”) din Păcurari, Iași, l-a avut ca dascăl pe Ion Creangă. Între 1889-1894, urmează Liceul Militar din Iași. A absolvit în 1896 Școala de ofițeri din București, cu gradul de sublocotenent, fiind instruit și la bordul bricului „Mircea” (călătorie descrisă în Jurnal de bord) și a îndeplinit diferite funcții în administrația navală și portuară din epocă, fiind membru fondator al Revistei Maritime și întemeind Liga Navală Română. 

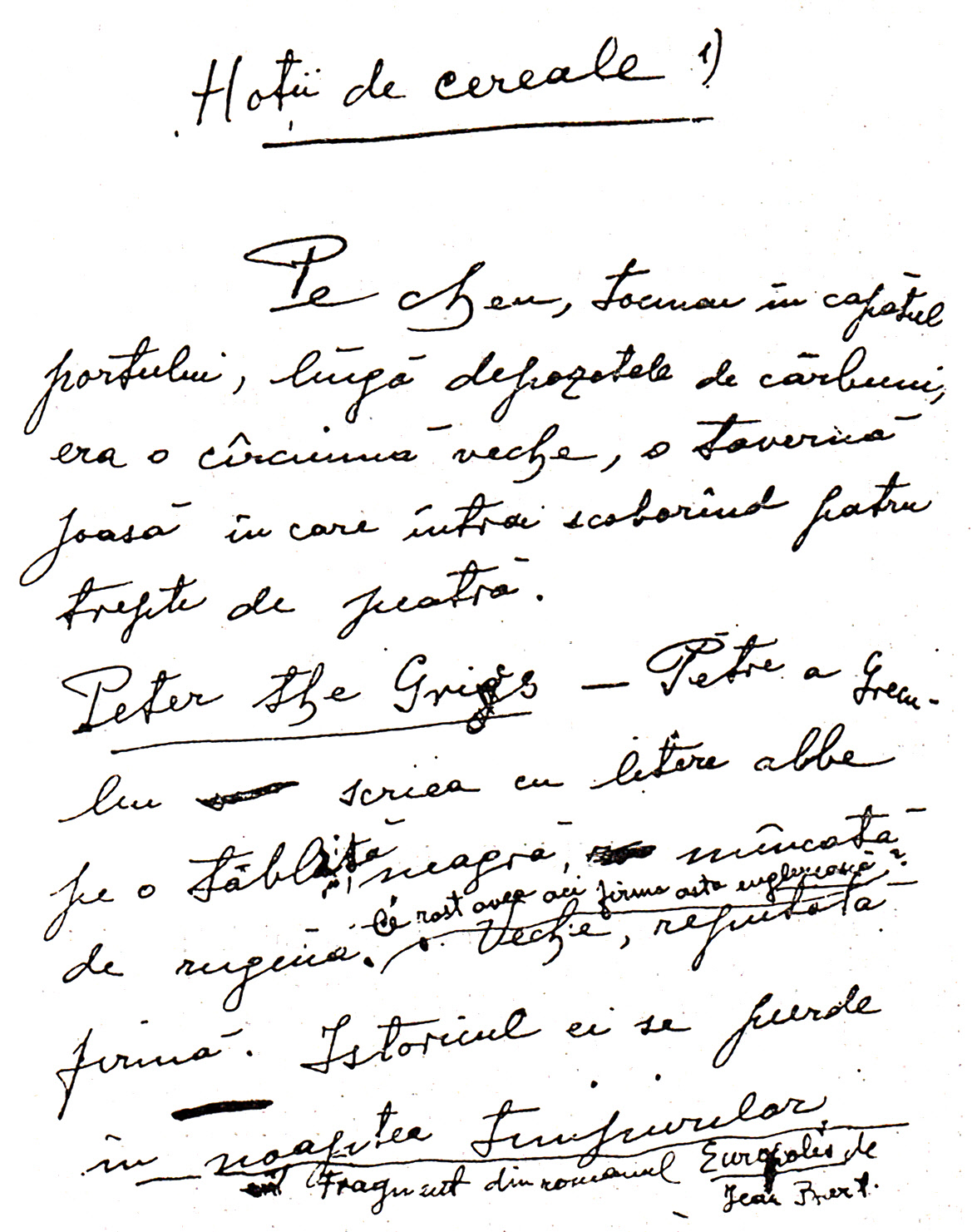
Prima pagina din capitolul al 15-lea al romanului Europolis

Jean Bart rămâne un nume important pentru proza română, un scriitor autentic și original, care a cultivat pentru prima dată în literatura română jurnalul de bord și schița marină - acestea fiind pentru totdeauna legate de numele lui - iar prin Europolis, care i-a încoronat opera, ne-a dăruit primul și cel mai realizat roman al unui port românesc. Aducând în proza română „candida navă cu pânzele desfăcute”, odată cu terminologia marinărească, utilizată pentru prima dată într-o operă literară, Jean Bart a încetățenit la noi literatura vieții maritime și fluviale, a portului și a largului marin. Criticul literar Nicolae Manolescu evocă romanul Europolis la capitolul insolit „literatura pentru copii și adolescenți”: „Pe degetele de la o mână se numără romanele de aventuri demne de a fi remarcate: Europolis, Toate pânzele sus!, Cireșarii, Seri albastre.”
Eugeniu Botez a avut trei copii: Călin-Adam (n. 1909) și Stroe-Botez (n. 1912) din căsătoria cu Mărioara Dumitrescu și Ada (n. 1918) din căsătoria cu Manya Botez.

## Opera literară[7]

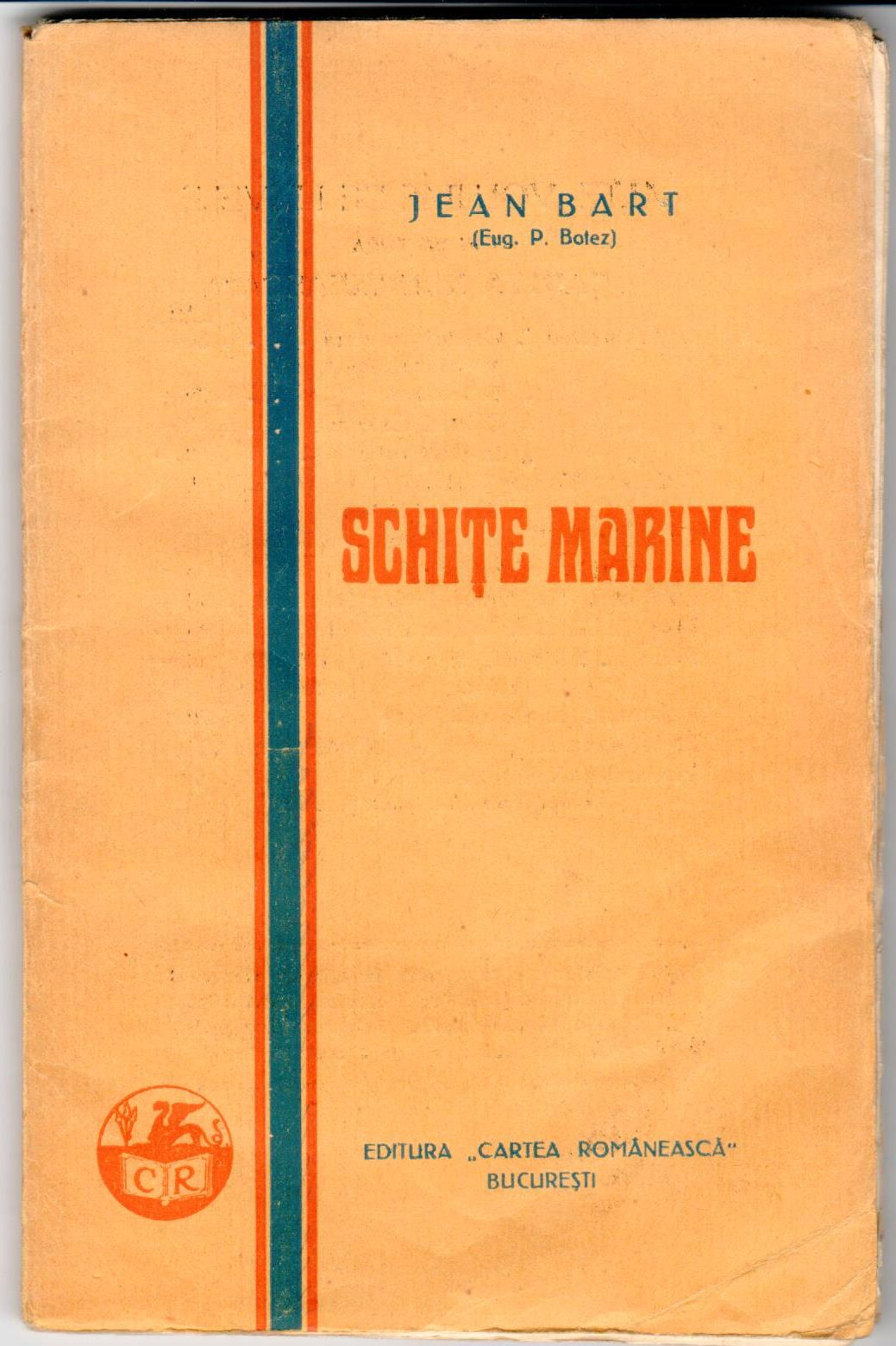
Schițe marine

- Jurnal de bord, Schițe de bord și marine, 1901 (ed. II, 1916; ed III, 1921, pref. și note de V. Ene 1965, altă ed., 2002).
- Datorii uitate, Documente omenești. Nuvele, București 1916, (ed. II, Iași, 1921; ed. III, București, 1928).
- În cușca leului, memorii de război, București, 1916.
- Prințesa Bibița, roman, București, 1923.
- În Deltă..., București, 1925.
- Peste Ocean, Note dintr-o călătorie în America de Nord, București, 1926.
- Însemnări și amintiri, București, 1928.
- Schițe marine din lumea porturilor, Cartea Românească S.A. București, 1928
- O corabie românească. Nava-școală bricul Mircea, București, 1931.
- Pe drumuri de apă, București, 1931.
- Europolis, roman, București, 1933 (ed. II, pref. de G. Călinescu, 1933; ed. III, pref. G. Călinescu, 1939; pref. de G. Ivașcu, ed. îngrijită de C. Mohanu, 1962; pref. de O. Botez, ed. note si tabel cronologic de C. Mohanu, 1971; pref. și note de V. Ene, 1982; postfață și bibliografie de F. Băileșteanum 1985; pref. de A. Goci, 1993; pref. de Paul Cernat, 2010).

## Traduceri în limbi străine
- Europolis, traducere în franceză de Constantin Botez, România, 1958 [8], apoi de Gabrielle Danoux, Franța, 2016.
- Europolis, traducere în germană de Alfred Kittner, Germania de Est, 1974.[9]
- Europolis , traducere în maghiară de György Beke, Ed. Dacia, Cluj-Napoca, 1987.[10]